# 孔卡卡萨莱
孔卡卡萨莱（義大利語：Conca Casale），是意大利伊塞尔尼亚省的一个市镇。总面积14平方公里，人口225人，人口密度16.1人/平方公里（2009年）。ISTAT代码为094018。